# Бакалове
Бакалове́ — село в Україні, у Роздільнянській міській громаді Роздільнянського району Одеської області. Населення становить 128 осіб. Належить до Чобручанського старостинського округу.
Повз Бакалове проходить автошлях обласного значення О161930 (Роздільна - с. Понятівка - с. Кошари - с. Знам'янка).

## Історія
У 1856 році на Бакаловому хуторі колоністів колонії Катаржиної було 16 дворів.
В 1859 році на власницькому хуторі Бокалов 1-го стану (станова квартира — містечко Понятівка) Тираспольського повіту Херсонської губернії на балці Карпової долини, було 35 дворів, у яких мешкало 51 чоловік і 57 жінок.
У 1887 році на хуторі Бакалов Понятівської волості Тираспольського повіту Херсонської губернії мешкало 143 чоловіка та 122 жінки.
Станом на 20 серпня 1892 року при хуторі Бакалов 2-го стану були польові землеволодіння (250 десятин) Іванової Улити Петрівни (вдова селянина с. Тернівка Парканської волості); (90 десятин) Міхова Дмитра Афанасійовича (поселенець с. Катаржено); (90 десятин) Міхова Лук'яна Афанасійовича (поселенець); (37 десятин, 1200 сажнів) Міхова Афанасія Леонтійовича (поселенець); (37 десятин, 1200 сажнів) Міхова Микити Леонтійовича (поселенець); (12 десятин, 1200 сажнів) Міхова Федора Івановича (поселенець); (32 десятини, 1200 сажнів) Міхова Романа Леонтійовича (поселенець); (75 десятин) Міхова Філіппа Каленніков (поселенець); (62 десятини, 1200 сажнів) Міхова Георгія Волевича (поселенець); (62 десятини, 1200 сажнів) Міхова Афанасія Волевича (поселенець).
У 1896 році на хуторі Бакалов Понятівської волості Тираспольського повіту Херсонської губернії при балці Карпова, було 38 дворів, у яких мешкало 314 людей (176 чоловік і 138 жінок). В населеному пункті було 2 корчми та лавка.
На 1 січня 1906 року на хуторі Бакалов(е) Понятівської волості Тираспольського повіту Херсонської губернії, яке розташоване по обидва боки балки Карпова Долина, було товариство болгар; сільський староста; церковно-парафіяльна школа; існували колодязі; 10 дворів, в яких проживало 50 людей (26 чоловіків і 24 жінки).
В 1916 році на хуторі Бакалов Понятівської волості Тираспольського повіту Херсонської губернії, мешкало 300 людей (140 чоловік і 160 жінок).
Станом на 28 серпня 1920 р. в селищі Бакалове Понятівської волості Тираспольського повіту Одеської губернії, було 62 домогосподарства. Для 46 домогосподарів рідною мовою була болгарська, 14 — російська, 1 — німецька, 1 — не вказали. В селищі 327 людей наявного населення (158 чоловіків і 169 жінок). Родина домогосподаря: 156 чоловіків та 164 жінки (родичів 2 і 5 відповідно). Тимчасово відсутні — 3 чоловіків (солдати Червоної Армії).
На початку 1924 року Бакалове відносилось до Роздільненської сільради Тарасо-Шевченківського району Одеської округи Одеської губернії. Більшість населення Бакалового становили болгари (395 осіб). Вони мали 91 господарство.
Станом на 1 вересня 1946 року село входило до складу Велізарівської сільської ради.
У результаті адміністративно-територіальної реформи село ввійшло до складу Роздільнянської міської територіальної громади та після місцевих виборів у жовтні 2020 року було підпорядковане Роздільнянській міській раді. До того село входило до складу ліквідованої Старостинської сільради.
22 вересня 2022 року Роздільнянська міська рада в рамках дерусифікації перейменувала у селі вулицю Лермонтова на Верхню, а вулицю Пушкінську на Центральну.

## Населення
Згідно з переписом УРСР 1989 року чисельність наявного населення села становила 155 осіб, з яких 71 чоловік та 84 жінки.
За переписом населення України 2001 року в селі мешкало 156 осіб.
2010 — 157 осіб;
2011 — 160 осіб.

### Мова
Розподіл населення за рідною мовою за даними перепису 2001 року:
| Мова       | Відсоток |
| ---------- | -------- |
| українська | 80,13 %  |
| молдовська | 15,38 %  |
| болгарська | 2,56 %   |
| російська  | 1,92 %   |